# Pino I Ordelaffi
Pino I Ordelaffi fou fill de Teobald I Ordelaffi. Fou un membre de la noble família forlinesa dels Ordelaffi, els quals serien durant dos segles Senyors de la ciutat a partir de Scarpetta Ordelaffi, germà de Pino. El 1306, juntament amb son germà Scarpetta es va apoderar de Bertinoro de la qual fou senyor fins al 1310. Va construir el Palazzo Comunale en aquesta ciutat.